# Castelo de Mérens

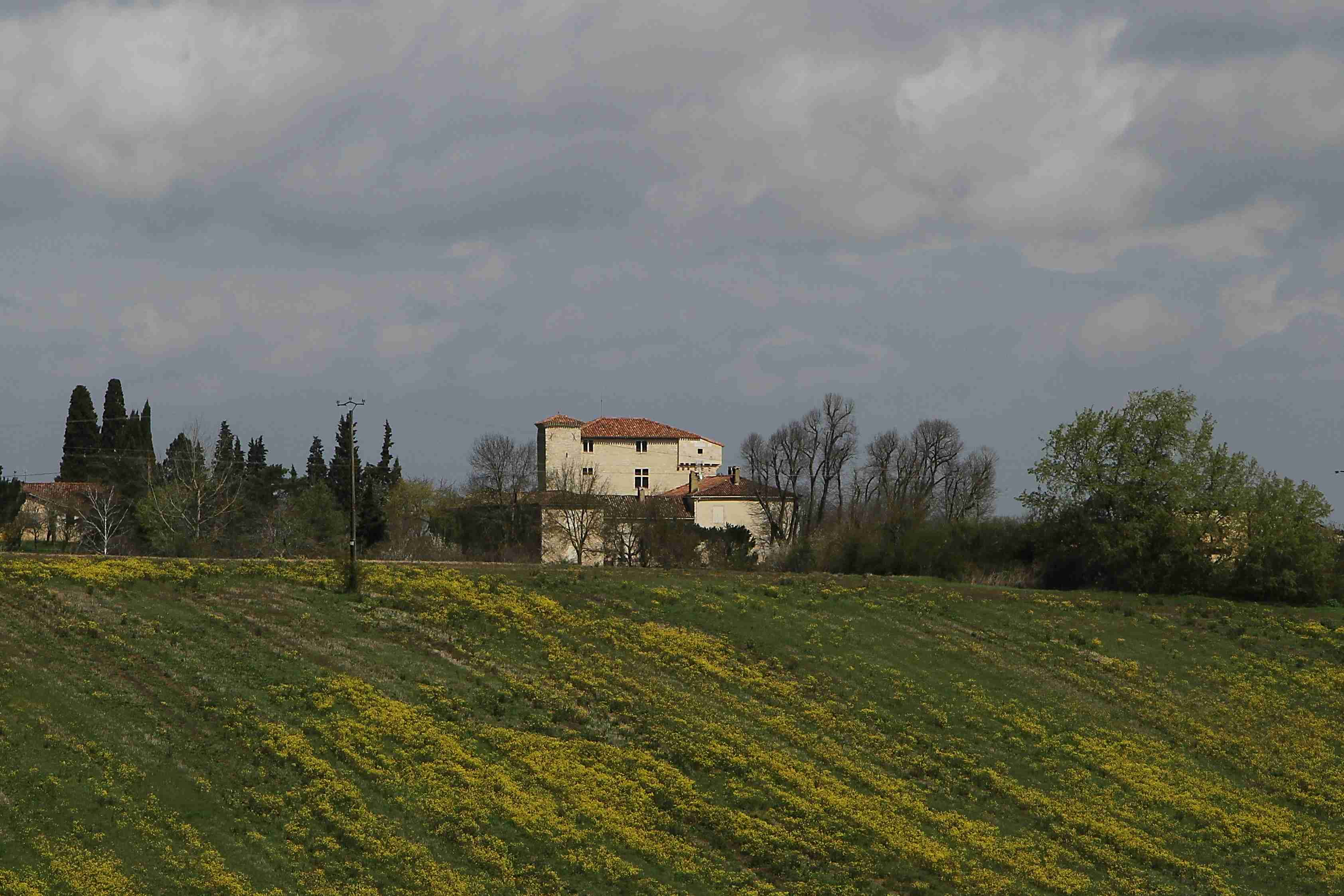
Château de Mérens

O Château de Mérens é um castelo na comuna de Mérens no departamento de Gers, na França.

## História
A construção do castelo data do final do século XIII e início do século XIV. Foi alterado no início do século XVII.
No início do século XVII, o castelo foi equipado com um novo sistema de defesa, incluindo um passeio circular. Ao mesmo tempo, janelas foram adicionadas e o layout interno alterado. No oeste, elementos do arco medieval podem ser vistos na adega. O castelo foi posteriormente convertido para uso agrícola.
Está classificado desde 2003 como monumento histórico pelo Ministério da Cultura da França.